# Kamptalbahn
| Triebwagen bei Buchberg am Kamp. |                      |                                       |                                       |
| Streckenkarte der Kamptalbahn. |                      |                                       |                                       |
| Streckennummer: | 174 01               |                                       |                                       |
| Kursbuchstrecke (ÖBB): | 820                  |                                       |                                       |
| Streckenlänge: | 43,8 km              |                                       |                                       |
| Spurweite: | 1435 mm (Normalspur) |                                       |                                       |
| Streckenklasse: | D4                   |                                       |                                       |
| Maximale Neigung: | 21 ‰                 |                                       |                                       |
| Minimaler Radius: | 181 m                |                                       |                                       |
| Streckengeschwindigkeit: | 80 km/h              |                                       |                                       |
| Zugbeeinflussung: | PZB                  |                                       |                                       |
| |                      |                                       |                                       |
| \| \| \| von Krems an der Donau \| \| \| \| 0,000 \| Hadersdorf am Kamp \| 203 m ü. A. \| \| \| \| nach Absdorf-Hippersdorf \| \| \| \| 2,101 \| Gobelsburg \| 206 m ü. A. \| \| \| 4,180 \| Langenlois \| 217 m ü. A. \| \| \| 5,875 \| Zöbing \| 213 m ü. A. \| \| \| 8,776 \| Schönberg am Kamp \| 219 m ü. A. \| \| \| 11,516 \| Kamp \| Kamp \| \| \| 11,920 \| Stiefern \| 227 m ü. A. \| \| \| 13,504 \| Altenhof \| 227 m ü. A. \| \| \| 16,000 \| Kamp \| Kamp \| \| \| 16,100 \| Kamp \| Kamp \| \| \| 16,958 \| Plank am Kamp \| 238 m ü. A. \| \| \| 18,594 \| Tobelbach \| Tobelbach \| \| \| 19,420 \| Kamp \| Kamp \| \| \| 19,672 \| Buchberg (vsl. bis Dez. 2026)[1] \| 251 m ü. A. \| \| \| 22,635 \| Gars-Thunau \| 253 m ü. A. \| \| \| 24,171 \| Kamegg \| 260 m ü. A. \| \| \| 25,132 \| Höllgraben \| Höllgraben \| \| \| 25,540 \| Stallegg (14.12.2024 aufgelassen)[2] \| 266 m ü. A. \| \| \| 26,750 \| Kamp \| Kamp \| \| \| 26,936 \| Taffa \| Taffa \| \| \| 27,008 \| Rosenburg \| 268 m ü. A. \| \| \| 28,534 \| Taffa \| Taffa \| \| \| 31,300 \| Mold (30.9.1991 aufgelassen) \| 296 m ü. A. \| \| \| 34,450 \| Horn \| 311 m ü. A. \| \| \| 34,723 \| Breiteneicher Bach \| Breiteneicher Bach \| \| \| 35,810 \| Breiteneich bei Horn \| 324 m ü. A. \| \| \| \| geplante Spange zur Franz-Josefs-Bahn \| \| \| \| \| Franz-Josefs-Bahn von Wien \| \| \| \| 43,844 \| Sigmundsherberg \| 438 m ü. A. \| \| \| \| Franz-Josefs-Bahn nach Gmünd N.Ö. \| \| |                      |                                       |                                       |
| Strecke |                      | von Krems an der Donau                | von Krems an der Donau                |
| Bahnhof | 0,000                | Hadersdorf am Kamp                    | 203 m ü. A.                           |
| Abzweig geradeaus und nach rechts |                      | nach Absdorf-Hippersdorf              | nach Absdorf-Hippersdorf              |
| Haltepunkt / Haltestelle | 2,101                | Gobelsburg                            | 206 m ü. A.                           |
| Bahnhof | 4,180                | Langenlois                            | 217 m ü. A.                           |
| Haltepunkt / Haltestelle | 5,875                | Zöbing                                | 213 m ü. A.                           |
| Bahnhof | 8,776                | Schönberg am Kamp                     | 219 m ü. A.                           |
| Brücke über Wasserlauf | 11,516               | Kamp                                  | Kamp                                  |
| Haltepunkt / Haltestelle | 11,920               | Stiefern                              | 227 m ü. A.                           |
| Haltepunkt / Haltestelle | 13,504               | Altenhof                              | 227 m ü. A.                           |
| Brücke über Wasserlauf | 16,000               | Kamp                                  | Kamp                                  |
| Brücke über Wasserlauf | 16,100               | Kamp                                  | Kamp                                  |
| Bahnhof | 16,958               | Plank am Kamp                         | 238 m ü. A.                           |
| Brücke über Wasserlauf | 18,594               | Tobelbach                             | Tobelbach                             |
| Brücke über Wasserlauf | 19,420               | Kamp                                  | Kamp                                  |
| Haltepunkt / Haltestelle | 19,672               | Buchberg (vsl. bis Dez. 2026)         | 251 m ü. A.                           |
| Bahnhof | 22,635               | Gars-Thunau                           | 253 m ü. A.                           |
| Haltepunkt / Haltestelle | 24,171               | Kamegg                                | 260 m ü. A.                           |
| Brücke über Wasserlauf | 25,132               | Höllgraben                            | Höllgraben                            |
| ehemaliger Haltepunkt / Haltestelle | 25,540               | Stallegg (14.12.2024 aufgelassen)     | 266 m ü. A.                           |
| Brücke über Wasserlauf | 26,750               | Kamp                                  | Kamp                                  |
| Brücke über Wasserlauf | 26,936               | Taffa                                 | Taffa                                 |
| Haltepunkt / Haltestelle | 27,008               | Rosenburg                             | 268 m ü. A.                           |
| Brücke über Wasserlauf | 28,534               | Taffa                                 | Taffa                                 |
| ehemaliger Haltepunkt / Haltestelle | 31,300               | Mold (30.9.1991 aufgelassen)          | 296 m ü. A.                           |
| Bahnhof | 34,450               | Horn                                  | 311 m ü. A.                           |
| Brücke über Wasserlauf | 34,723               | Breiteneicher Bach                    | Breiteneicher Bach                    |
| Haltepunkt / Haltestelle | 35,810               | Breiteneich bei Horn                  | 324 m ü. A.                           |
| Abzweig geradeaus und ehemals nach rechts |                      | geplante Spange zur Franz-Josefs-Bahn | geplante Spange zur Franz-Josefs-Bahn |
| Abzweig geradeaus und von rechts |                      | Franz-Josefs-Bahn von Wien            | Franz-Josefs-Bahn von Wien            |
| Bahnhof | 43,844               | Sigmundsherberg                       | 438 m ü. A.                           |
| Strecke |                      | Franz-Josefs-Bahn nach Gmünd N.Ö.     | Franz-Josefs-Bahn nach Gmünd N.Ö.     |

Die Kamptalbahn ist eine seit 1889 bestehende, eingleisige, nicht elektrifizierte, 43,8 km lange Regionalbahn in den Bezirken Krems-Land und Horn in Niederösterreich. Sie verbindet die Bahnstrecke Absdorf-Hippersdorf–Krems an der Donau vom Bahnhof Hadersdorf am Kamp aus mit der Franz-Josefs-Bahn in Sigmundsherberg.

## Geschichte
Ab 1862 bemühten sich die im Kamptal gelegenen Gemeinden und die Städte Horn, Eggenburg und Retz um eine durch das Kamptal führende Eisenbahnverbindung an, die in der Folge St. Pölten mit dem Raum Znaim-Iglau verbinden sollte. 1865 entschied sich das für den Eisenbahnbau zuständige Konsortium jedoch, einer anderen Strecke nach Südböhmen, der Franz-Josefs-Bahn von Wien über Eggenburg nach Gmünd den Vorzug gegenüber der bautechnisch weit schwierigeren Kamptal-Variante zu geben.
1887 genehmigte das k.k. Handelsministerium in Wien den Antrag der privaten Österreichischen Localbahngesellschaft zum Bau der Localbahn Hadersdorf–Sigmundsherberg, wie die Kamptalbahn ursprünglich genannt wurde. Obwohl sich der Bau der Bahnstrecke wegen der zahlreichen Felsen, aber auch der Herausforderung, fünf Stahlfachwerkbrücken errichten zu müssen, schwierig gestaltete, konnte die Kamptalbahn bereits am 16. Juli 1889 mit einer ersten Fahrt von Sigmundsherberg nach Hadersdorf am Kamp eröffnet werden.

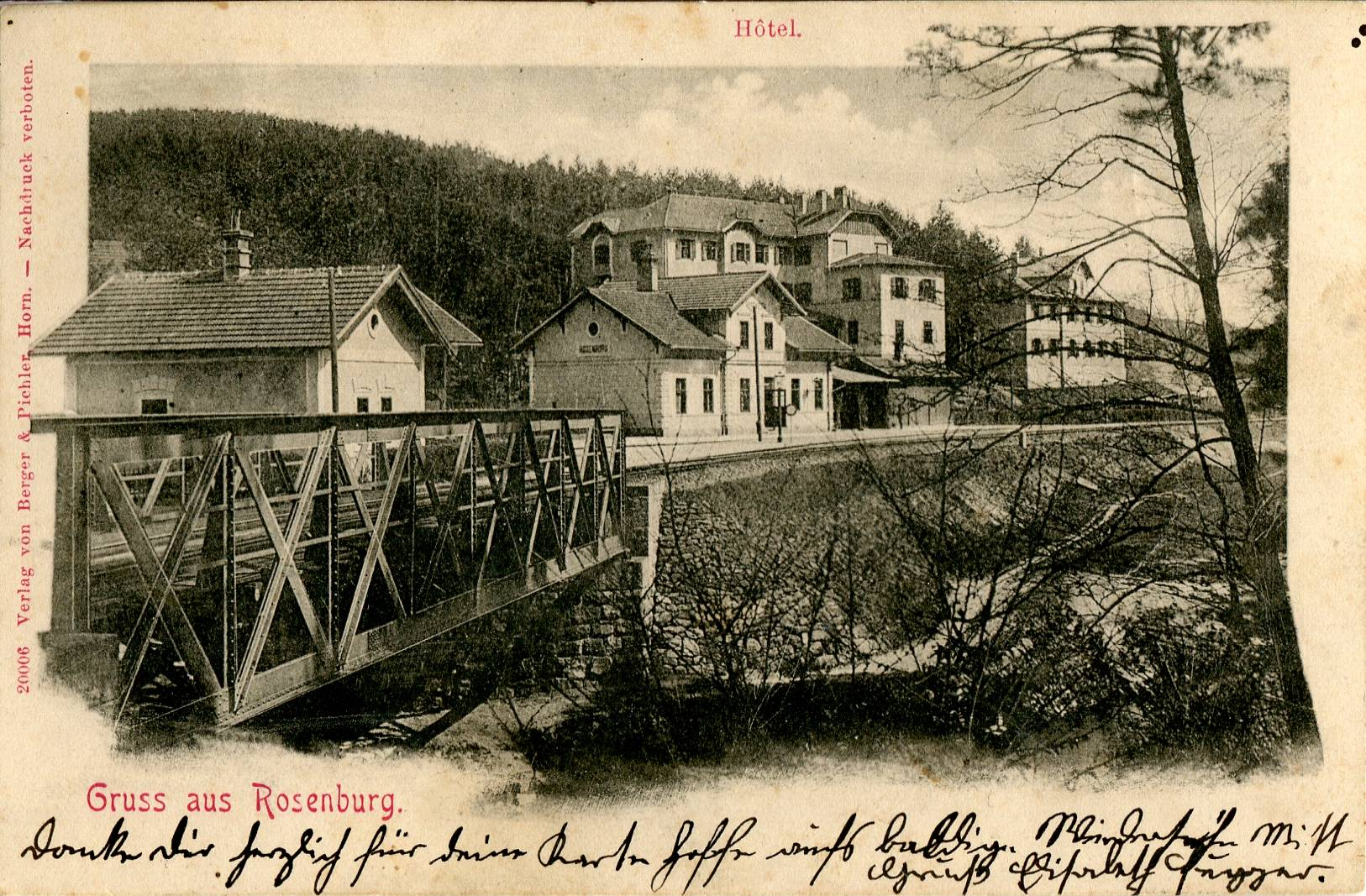
Bahnhof Rosenburg mit Eisenbahnbrücke über die Taffa. Ansichtskarte um 1900.

Der Bau der Bahnstrecke bedeute für die im Kamptal gelegenen Orte einen großen wirtschaftlichen Aufschwung. So konnten nicht nur landwirtschaftliche Produkte wie der Wein aus den Weinbaugemeinden im unteren Kamptal und Getreideprodukte aus den zahlreichen Mühlen des Tals im Güterverkehr nach Wien transportiert werden. Mit der leichteren Erreichbarkeit entwickelten sich zahlreiche Orte des Kamptals wie Langenlois, Schönberg am Kamp, Stiefern, Gars am Kamp und Rosenburg zu bedeutenden Sommerfrischen. In der Hochblüte der Sommerfrische verbrachten Frauen und Kinder meist den gesamten Sommer auf dem Land, während die Männer unter der Woche in der Stadt ihrer Arbeit nachgingen. Wegen der wöchentlichen Begrüßungs- und Verabschiedungsszenen an den Bahnhöfen und Haltestellen der Kamptalbahn entstand der Beiname Busserlzug. Nach 1945 konnte das Kamptal nicht mehr an die Tradition der Sommerfrische anschließen. Veränderte Reisegewohnheiten, aber auch der Bau der Kamptal-Stauseen, der zu einem starken Temperaturrückgang des von zahlreichen Badeanstalten gesäumten Kamps führte, entzogen dem Tourismus im Kamptal seine wichtigsten Grundlagen.

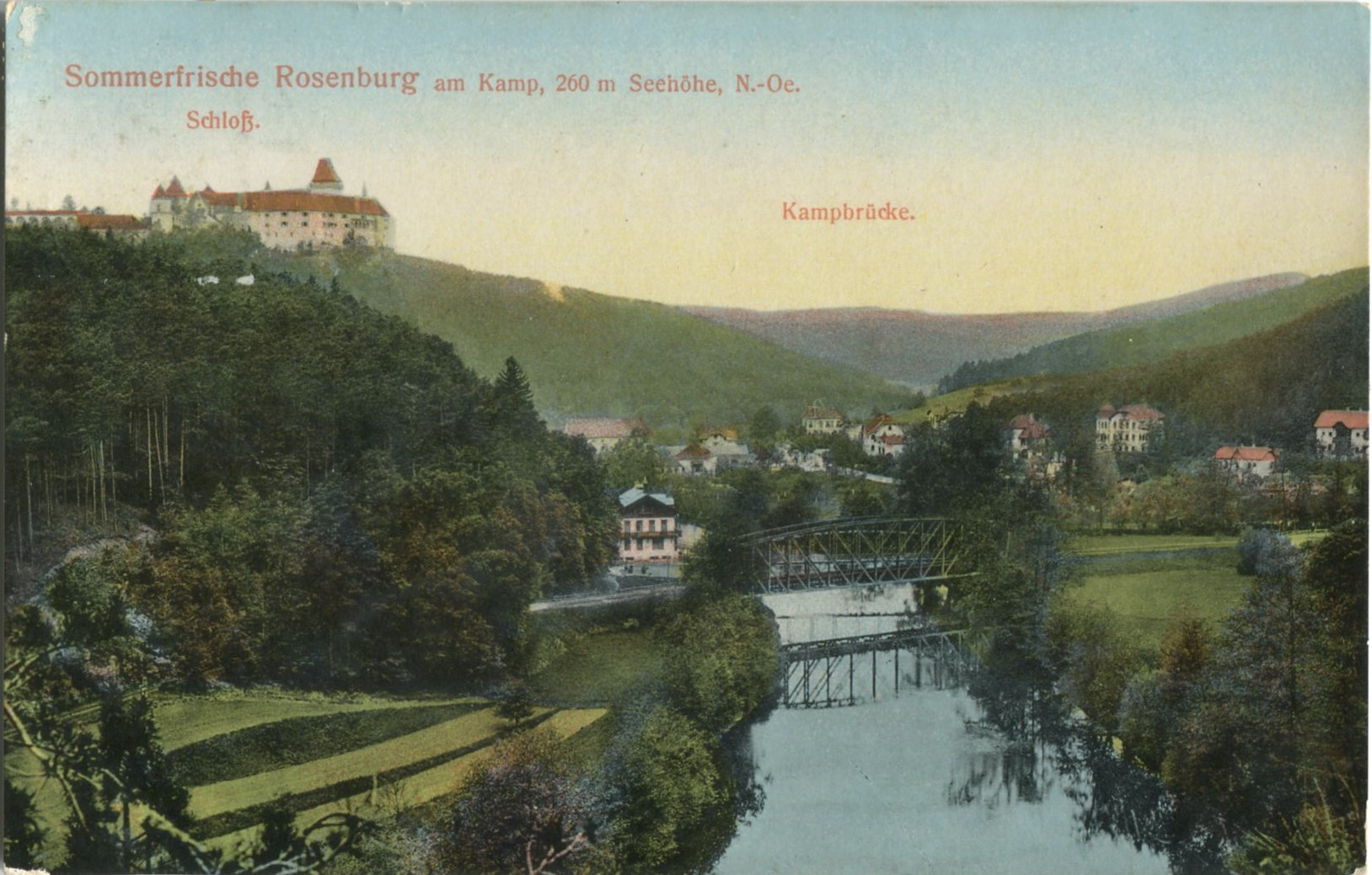
Eisenbahnbrücke in Rosenburg am Kamp. Ansichtskarte um 1910.

1955 wurden auf der Kamptalbahn erstmals Diesellokomotiven eingesetzt. Der fahrplanmäßige Verkehr mit Dampflokomotiven endete 1972. In den 1980er Jahren planten die ÖBB die Einstellung des Zugverkehrs. Eine Bürgerinitiative konnte – mit Unterstützung der Niederösterreichischen Landesregierung – dieses Vorhaben verhindern. Im Juli 1987 wurden die ersten für die ÖBB fertiggestellten Dieseltriebwagen der Baureihe 5047 bei einer Pressefahrt nach Rosenburg vorgestellt. Sie sind bis heute (Stand 2023) auf der Kamptalbahn in Verwendung. 1998 wollten die ÖBB die fünf in schlechtem baulichen Zustand befindlichen, das Landschaftsbild des Kamptals aber maßgeblich prägenden Stahlfachwerkbrücken durch einfache Stahlträgerbrücken ersetzen. Mit finanzieller Unterstützung der Niederösterreichischen Landesregierung entschieden sich die ÖBB nach langen Verhandlungen dafür, vier Brücken in ihrem bisherigen Erscheinungsbild neu zu errichten und die Eisenbahnbrücke in Rosenburg zu renovieren. Im August 2002 führte ein Kamp-Hochwasser auch an der Strecke der Kamptalbahn zu erheblichen Schäden, die zu einer mehrwöchigen Sperre der Strecke führten.
Im Jahr 2014 feierte die Kamptalbahn ihr 125-jähriges Bestehen. Am 30. August 2014 verkehrte ein Sonderzug anlässlich des Jubiläums durch das Kamptal.
Der Bahnhof Hadersdorf am Kamp wurde bis November 2023 barrierefrei ausgebaut und mit einer vierten Bahnsteigkante ausgestattet, um bessere Umsteigeverbindungen von der Kamptalbahn Richtung Wien durch einen Taktknoten gewährleisten zu können. Zu den Hauptverkehrszeiten wird eine Verdichtung auf einen Halbstundentakt St. Pölten – Krems – Horn möglich.
Am 10. Dezember 2023 wurden elektronische Stellwerke der Bauform ZSB 2000 für alle Bahnhöfe in Betrieb genommen. Zuvor fand eine Sicherung mittels Zentralschloss statt. Der Fahrdienstleiter Horn fungierte als Zugleiter für die Gesamtstrecke, die anderen Bahnhöfe waren unbesetzt.

## Strecke
Die Bahnstrecke führt vom Ausgangsbahnhof Hadersdorf am Kamp im unteren Kamptal am linken Kampufer durch die Weinbauorte Gobelsburg, Langenlois, Zöbing nach Schönberg am Kamp. Vor Stiefern quert die Strecke auf einer Stahlfachwerkbrücke erstmals den Kamp. Zwischen der erst 1991 eingerichteten Haltestelle Altenhof und dem Bahnhof Plank am Kamp erfolgt im Abstand von nur wenigen hundert Metern ein zweimaliger Wechsel der Flussseiten. Vorbei an der Station Plank/Kamp, die für fahrplanmäßige Zugkreuzungen auf der eingleisigen Strecke genutzt wird, erfolgt kurz vor Buchberg am Kamp ein Wechsel auf die linke Seite des Kamps. In der nächsten Station, Gars-Thunau, sind ebenfalls Zugkreuzungen möglich. Vorbei an den Haltestellen Kamegg und Stallegg quert die Strecke ein letztes Mal auf der einzigen original erhaltenen Stahlfachwerkbrücke den Kamp und biegt wenige Meter vor dem Bahnhof Rosenburg im Kamptal nach Osten in das Taffatal ab. Vorbei an der 1991 aufgelassenen Bedarfshaltestelle Mold führt die Strecke weiter in die Bezirksstadt Horn NÖ. Über die Haltestelle Breiteneich b. Horn erreicht die Kamptalbahn nach einer Strecke von rund 43,8 km und der Überwindung von 233 Höhenmetern in Sigmundsherberg den Anschluss an die Franz-Josefs-Bahn.
Entlang der Kamptalbahn liegen zahlreiche Sehenswürdigkeiten und touristische Attraktionen wie die von dem amerikanischen Stararchitekten Steven Holl entworfene Weinerlebniswelt Loisium, der Heiligenstein, eine der besten Rieslinglagen Europas, mit dem Aussichtsturm Kamptalwarte, Gars am Kamp mit der Babenbergerfestung sowie die Rosenburg, das größte Renaissanceschloss Österreichs.

## Fahrzeuge

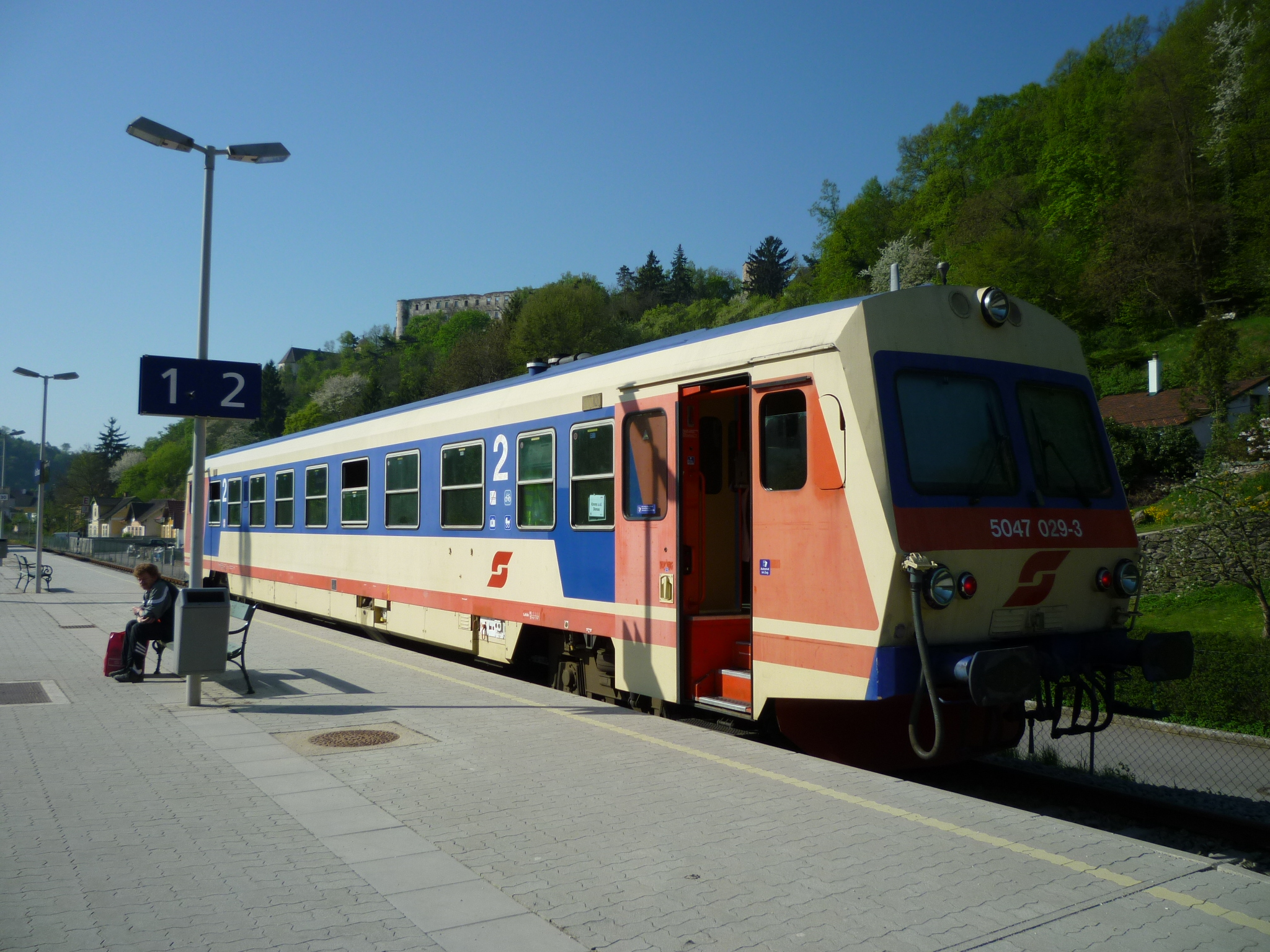
Triebwagen 5047 der ÖBB im Bahnhof Gars-Thunau.

Von Ende der 1980er Jahre bis Dezember 2024 werden fast ausschließlich die Dieseltriebwagen der Baureihe 5047 eingesetzt. Ein Teil der auf der Kamptalbahn zum Einsatz kommenden Triebwagen wurde 2004 modernisiert und trägt seither die damals aktuelle rot-graue Farbvariante. Es werden Triebwagen in allen drei Lackierungsvarianten der ÖBB eingesetzt. Die Kamptalbahn war bis Dezember 2024 eine der letzten Bahnstrecken in Österreich, auf der keine Niederflurfahrzeuge eingesetzt werden. Im Sommer und Herbst 2019 wurde der „Cityjet eco“ 4746 049 – ein Elektrotriebwagen mit Akkumulator – auf der Kamptalbahn, auch im Planbetrieb, erprobt.

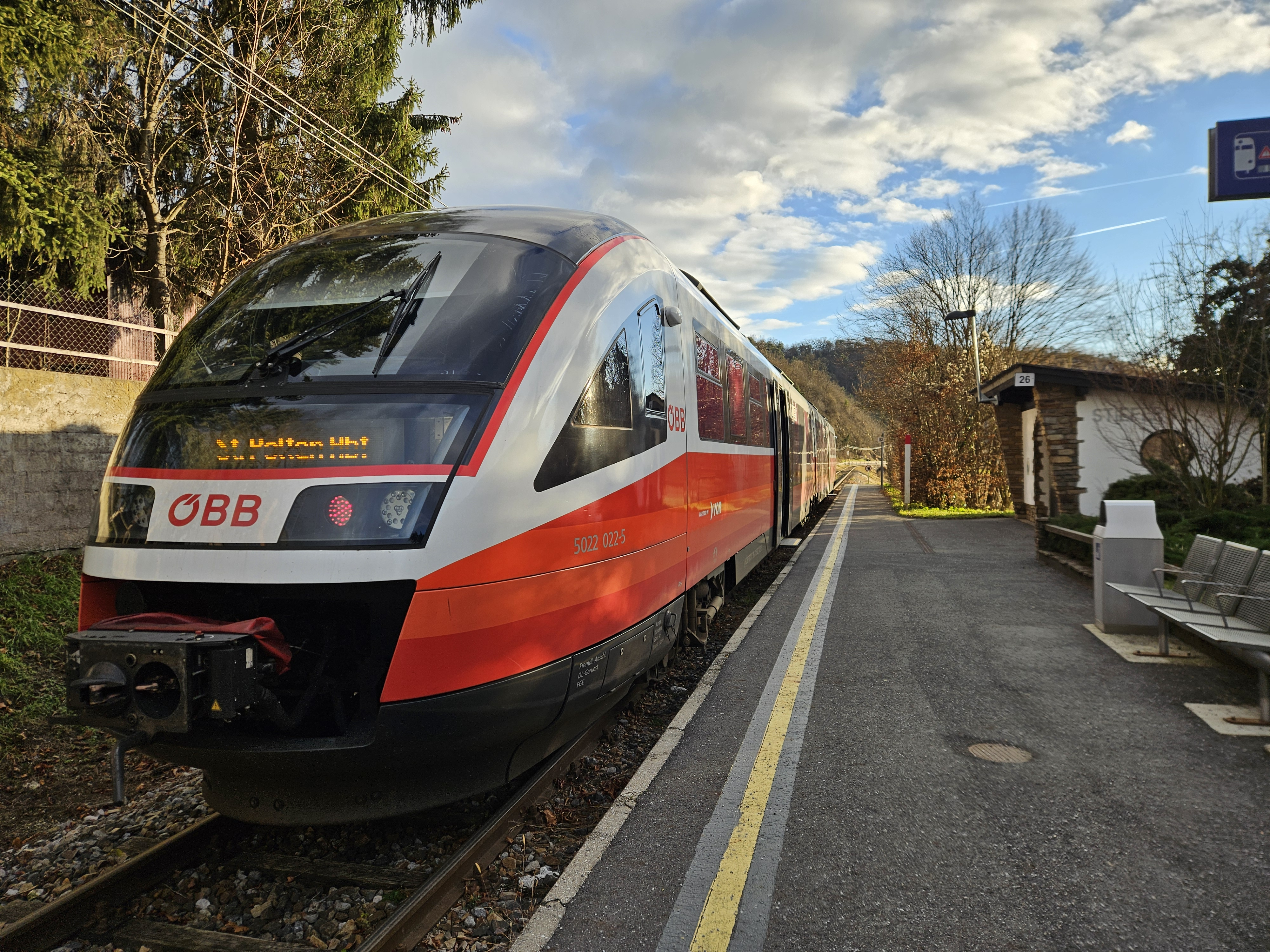
Triebwagen 5022 der ÖBB in der Haltestelle Stiefern (15. Dezember 2024)

Seit Fahrplanwechsel 2024 verkehren einzelne Umläufe mit der Reihe 5022.

## Aktuelle Fahrplanentwicklung
Ende 2017 bestellte der VOR für das Fahrplanjahr 2019 für die Strecke St. Pölten Hbf–Krems/Donau–Horn–Sigmundsherberg 10 zusätzliche Züge wochentags und 18 zusätzliche an Wochenenden und Feiertagen. Teil dieser Verbesserung waren die Verlängerung der bisher in Gars-Thunau endenden HVZ-Verstärker nach Horn, ein stündlicher Takt am Wochenende sowie die Ausweitung der Betriebszeiten um eine Stunde in beide Richtungen zwischen Krems und Horn.
Der Fahrplanwechsel im Dezember 2019 brachte aufgrund eines neuen Verkehrsvertrages zwischen ÖBB, Bund und Land Niederösterreich weitere Verkehrsausweitungen. Zwischen Sigmundsherberg und Horn verkehren die Züge künftig bis Mitternacht anstatt wie bisher bis 21:00 und Krems verlässt der letzte Zug Richtung Horn um 22:44, zwei Stunden später als im Fahrplan 2019.
Stand 2023 verkehren die Züge im Abschnitt Hadersdorf am Kamp – Horn in einem Stundentakt und haben in Hadersdorf jeweils kurze Anschlüsse von und nach Wien. Die Züge sind über Krems nach St. Pölten durchgebunden. In der Hauptverkehrszeit verkehren zusätzliche Verstärkungszüge. Im Abschnitt Horn–Sigmundsherberg besteht kein konsequenter Taktfahrplan und es verkehren keine durchgehenden Züge über Horn. Das Umsteigen in Horn ist häufig mit langen Wartezeiten verbunden. Am Bahnhof Horn besteht Anschluss an regionale Buslinien.
Seit Dezember 2024 verkehren vereinzelt Umläufe mit Niederflurgarnituren der Reihe 5022.

## Zukunft

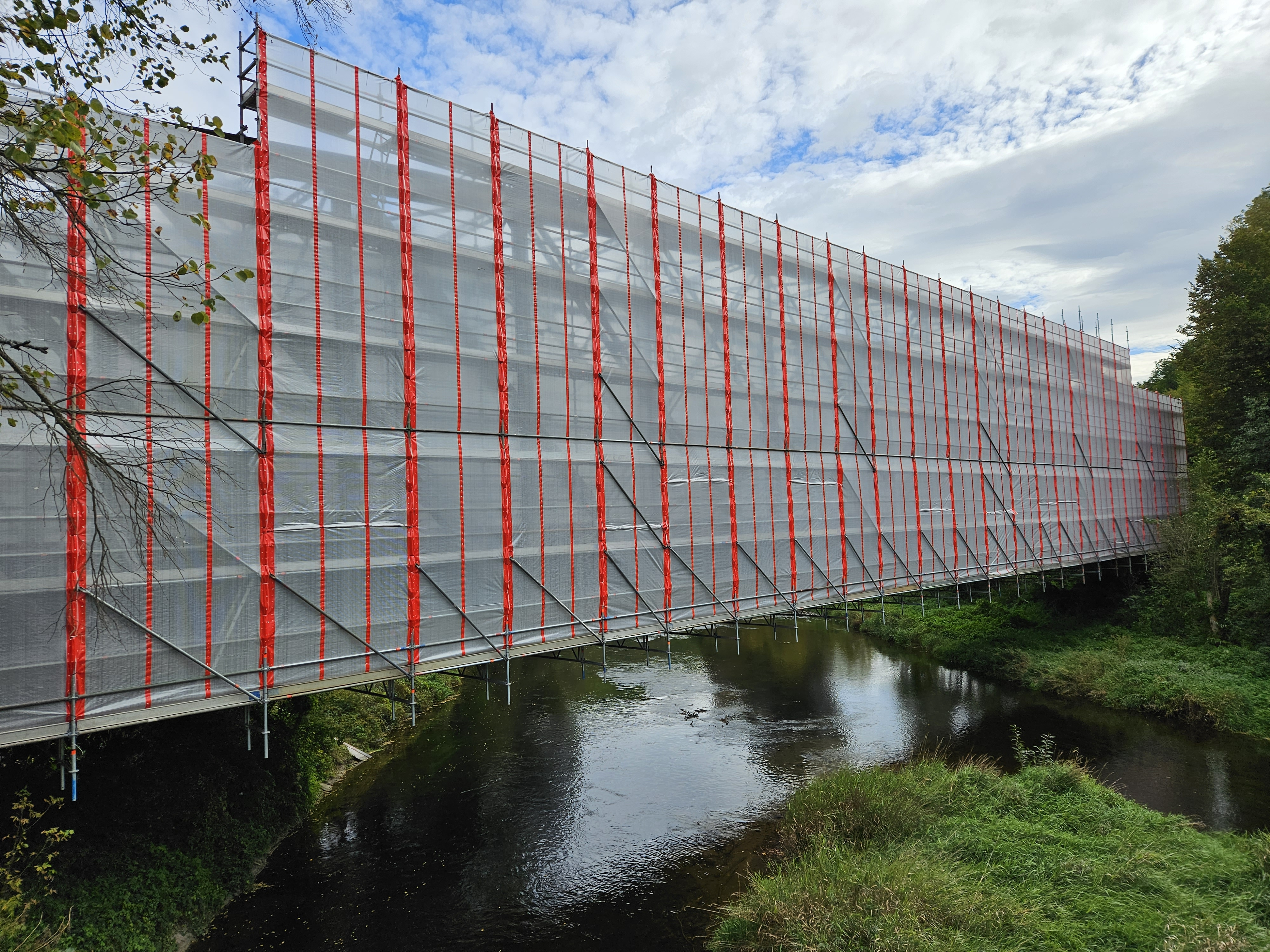
Sanierung der Eisenbahnbrücke Rosenburg (2023)

### Modernisierung 2023–2031
Im Zuge einer im Jahr 2023 begonnenen Modernisierung der Kamptalbahn werden die Stationen renoviert und barrierefrei ausgestattet, elektronische Stellwerke installiert, Gleise erneuert und Bahnübergänge besser abgesichert oder aufgelassen. Der Haltepunkt Stiefern wird zum Kreuzungsbahnhof ausgebaut. Die Bauarbeiten sollen 97 Millionen Euro kosten und 2031 abgeschlossen sein. Durch die Modernisierung soll sich die Fahrzeit zwischen Horn und Hadersdorf um sieben Minuten verkürzen und ein Halbstundentakt in der Hauptverkehrszeit ermöglicht werden.
Im Zuge der ersten Herbstsperre 2023 wurde der Zugleitbetrieb von einem signalisierten Bahnbetrieb abgelöst. Des Weiteren wurden die Bahnhöfe Horn und Langenlois modernisiert. Mit Beginn der zweiten Herbstsperre im Jahr 2024 verkehrte in der Nacht von 1. auf 2. September der letzte Personenzug in der Haltestelle Stallegg, die mit Fahrplanwechsel 14./15. Dezember 2024 aufgelassen wurde. Der Rückbau soll 2025 erfolgen. Die Haltestelle in Gobelsburg wurde bis Dezember 2024 modernisiert. 2025 sollen die Haltestellen Rosenburg und Kamegg Bearbeitungen erhalten, unter anderem um dem (zukünftig geplanten) Einsatz der ÖBB 5022 sowie neuen Akkuzügen gerecht zu werden.

### Direktanbindung Horn
Laut einer gemeinsamen Vereinbarung zwischen ÖBB und Land Niederösterreich aus dem Jahr 2017 soll Horn eine neue Anbindung an die Franz-Josefs-Bahn erhalten über die eine direkte Zugverbindung von und nach Wien möglich ist. Ursprünglich war eine Neubaustrecke mit einer Länge von 3 km geplant, welche von der FJB bei Klein-Meiseldorf abzweigt und ca. 8 km vor Horn an die Kamptalbahn anschließt. Die Inbetriebnahme war für das Jahr 2025 vorgesehen, die Fahrzeit Richtung Wien sollte sich um 15 bis 20 Minuten verkürzen. Im Jahr 2022 wurde angekündigt, dass die neue direkte Verbindung nach Wien über Sigmundsherberg erfolgen soll. Die Errichtung erfolgt in einem Paket zusammen mit dem Ausbau der Franz-Josefs-Bahn zwischen Absdorf-Hippersdorf und Gmünd und soll 2029 fertig gestellt sein. Im Ausbauplan der ÖBB für die Jahre 2024 bis 2029 wird von einer stufenweisen Fertigstellung ab 2029 gesprochen, für den Abschluss des Gesamtprojekts wird keine Zeitangabe gemacht.

### Elektrifizierung
Im Herbst 2023 bestellten die ÖBB 16 dreiteilige Akkutriebzüge des Typs Stadler Flirt Akku. Die Züge sollen ab 2028 auf der Kamptal- und Kremserbahn (Linien REX/R44) eingesetzt werden. Eine Elektrifizierung der Strecke ist nur für den Abschnitt von Horn nach Sigmundsherberg geplant.

## Sonstiges

### Interessensgemeinschaft Kamptalbahn
Die Interessensgemeinschaft Kamptalbahn, eine überparteiliche Plattform mit Sitz in Gars am Kamp, setzte sich für Verbesserungen auf der Bahnstrecke ein. Sie forderte unter anderem eine Sanierung der Infrastruktur, den barrierefreien Ausbau der größeren Haltestellen, den Einsatz modernerer Triebwagen und die Verbesserung des Taktfahrplans. Um ihrem Anliegen Nachdruck zu verleihen, initiierte sie Ende 2011 die Resolution „Pro Kamptalbahn“.

### Nostalgiefahrten
Die Zuggarnituren, mit denen einst die Sommerfrischler in das Waldviertel fuhren, wurden auf Grund der Begrüßungs- oder Abschiedszeremonien als Busserlzug bezeichnet. Mit dieser Bezeichnung verkehrten 2004 bis 2009 als Tourismusattraktion Dieselnostalgiezüge der Dieselnostalgie GmbH aus Hadersdorf am Kamp. Nachdem sich 2009 die ÖBB Personenverkehr AG als Partner des privaten Anbieters zurückgezogen hatte, kam es 2010 nur zu einigen wenigen Nostalgiefahrten. 2011 bot die ÖBB wieder vereinzelte Sonderfahrten, so etwa zum „Schönberger Advent“, an.

### Eisenbahnmuseum Sigmundsherberg
1987 wurde in Sigmundsherberg das Eisenbahnmuseum Sigmundsherberg eröffnet, das detaillierte Informationen zur Kamptalbahn, zur Franz-Josefs-Bahn und zu den verschiedenen ehemaligen und aktuellen Lokomotiven der ÖBB, BBÖ usw. vermittelt. Dieseltriebwagen der Kamptalbahn können ebenfalls besichtigt werden.

## Bahnhöfe und Haltestellen der Kamptalbahn

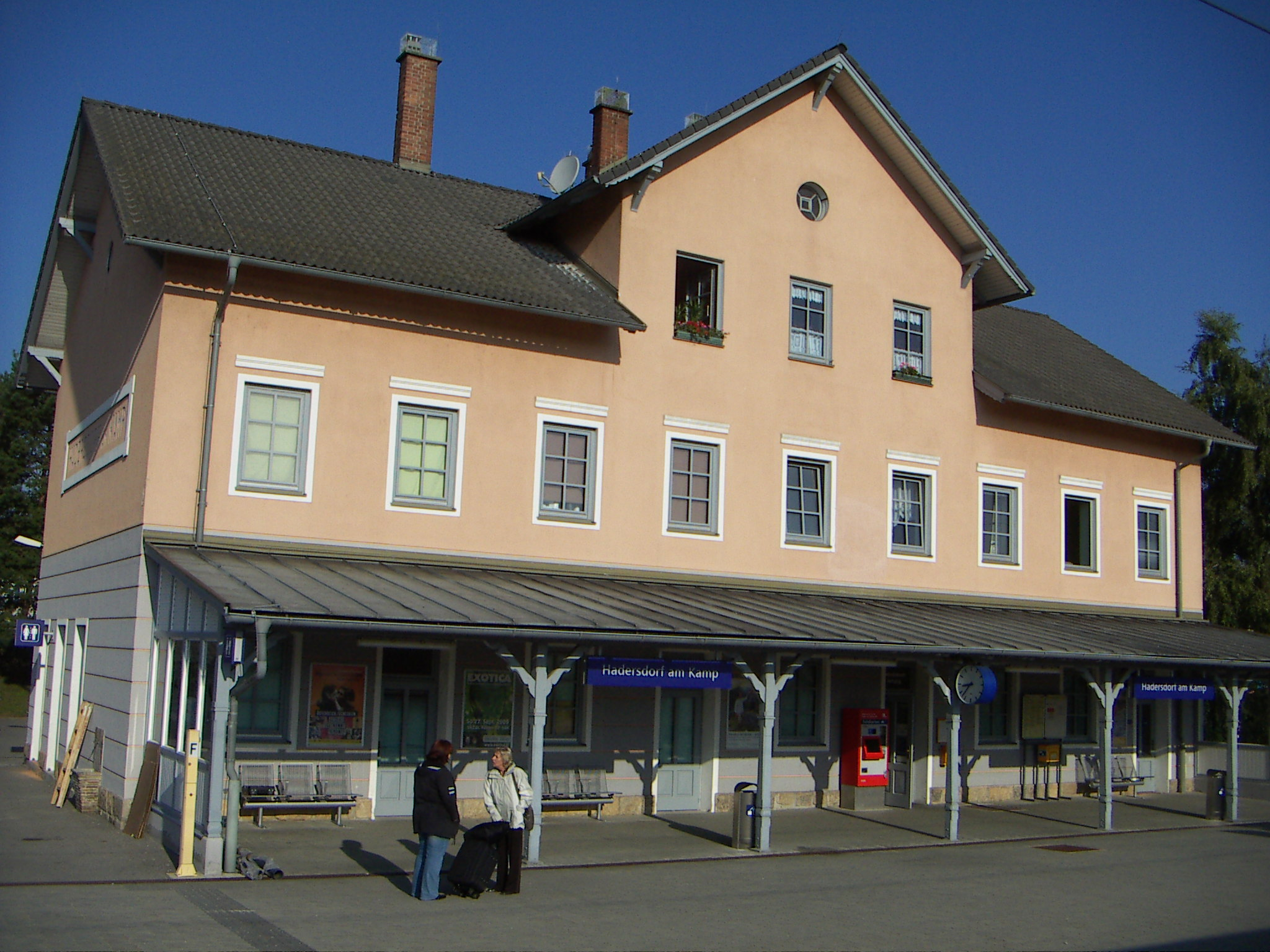
Bahnhof Hadersdorf/Kamp (vor Modernisierung)
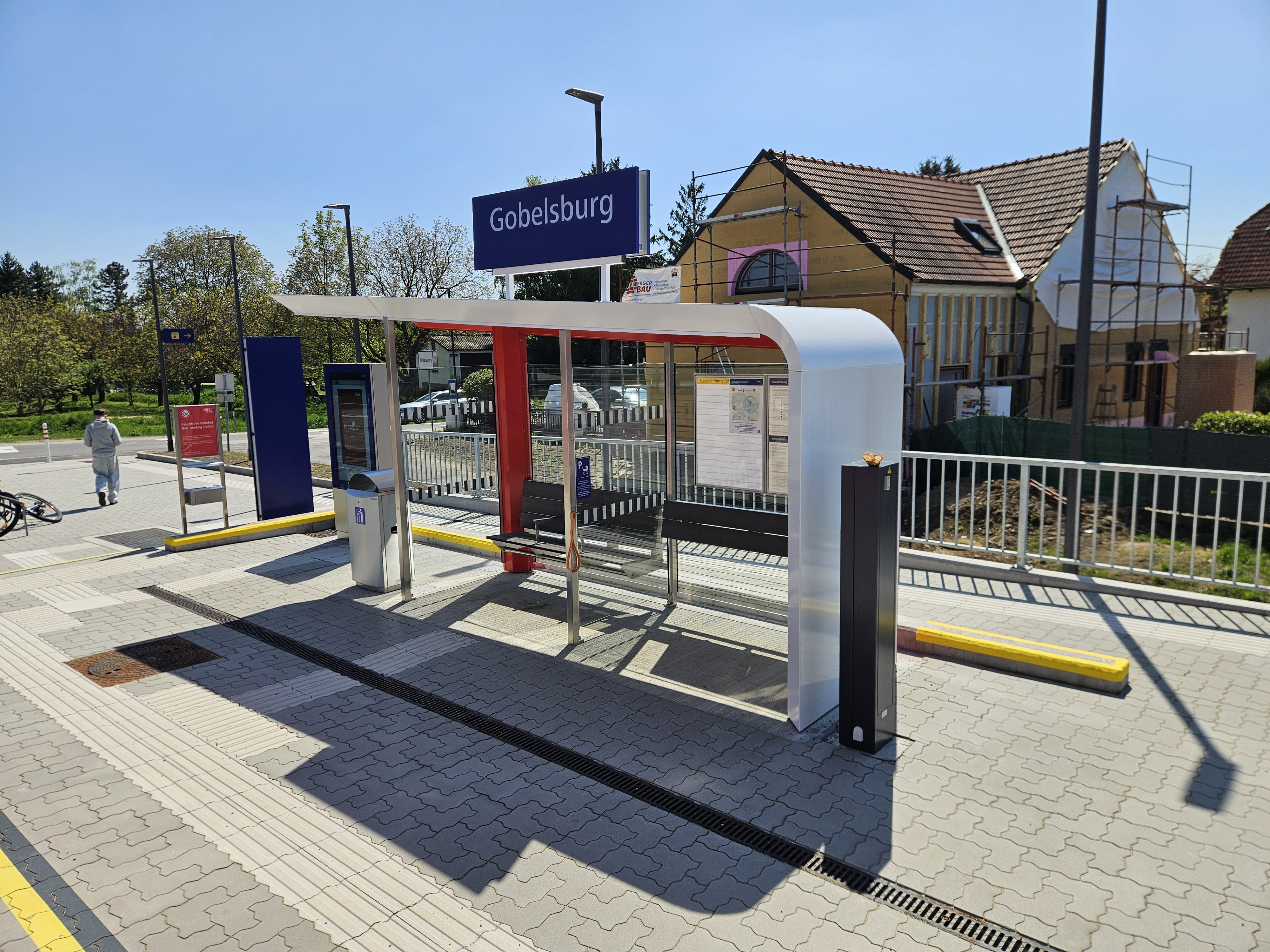
Haltestelle, Bedarfshalt, Gobelsburg (nach Modernisierung 2024)
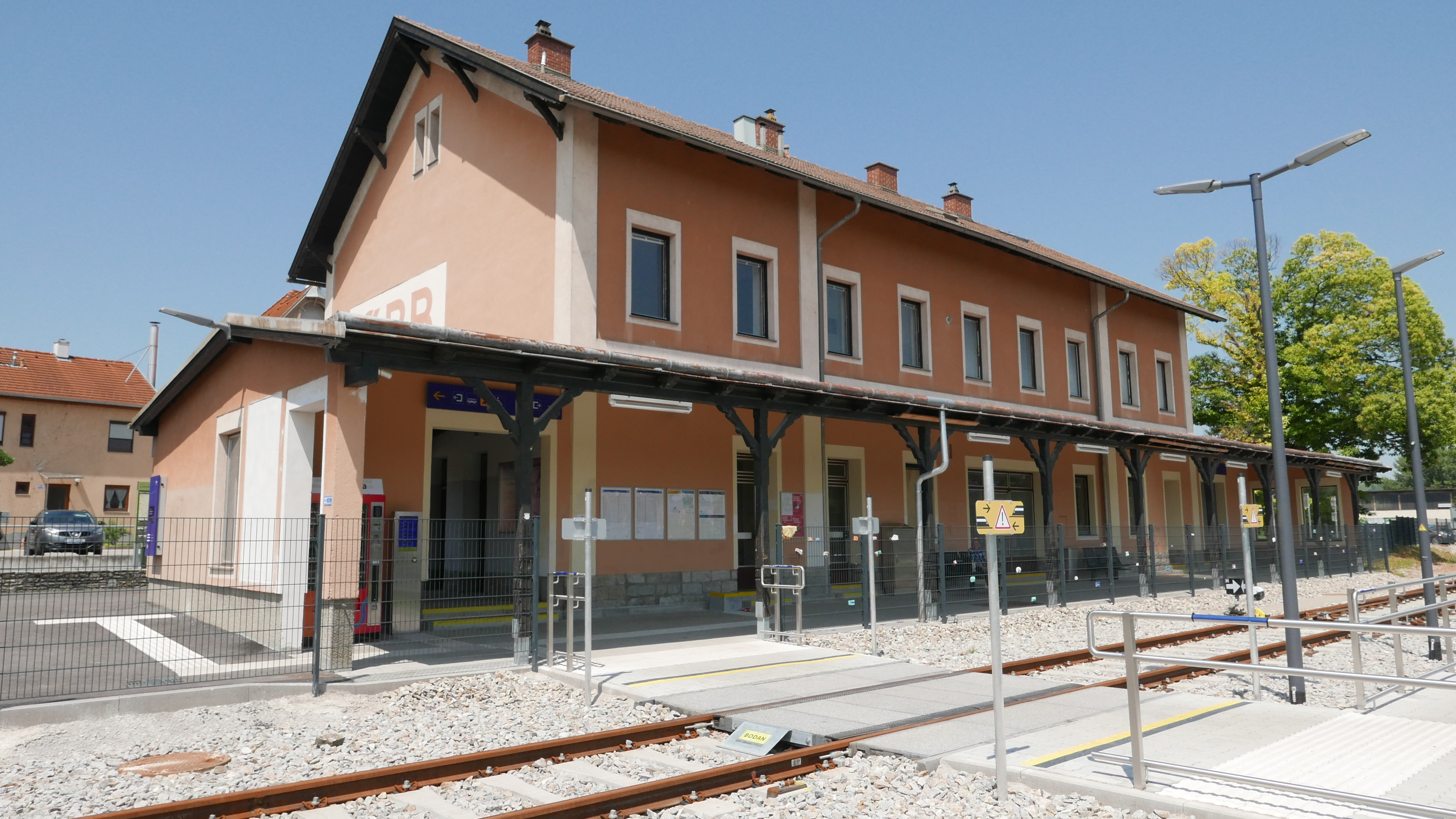
Bahnhof Langenlois
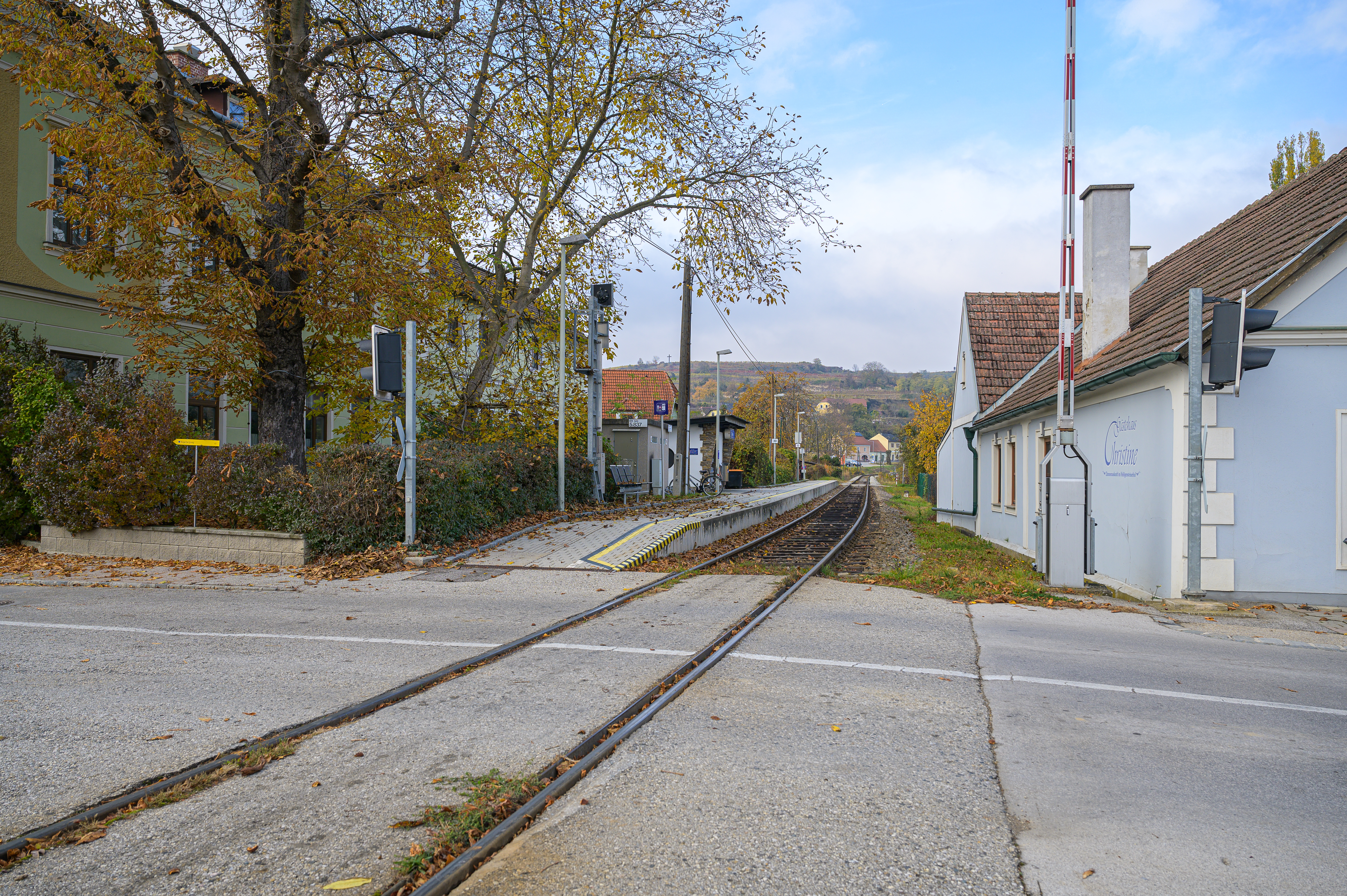
Haltestelle, Bedarfshalt, Zöbing/Kamp
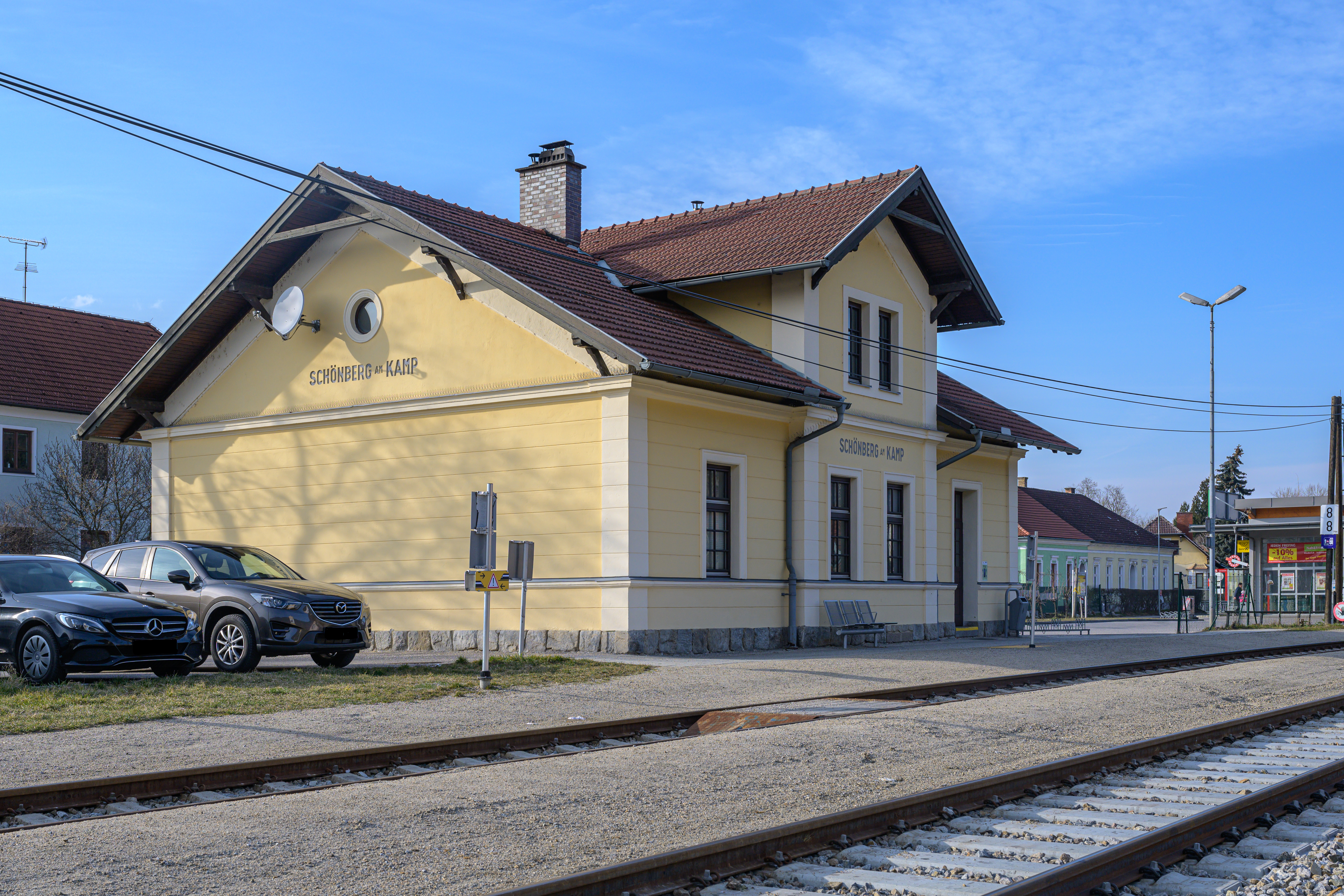
Bahnhof Schönberg/Kamp
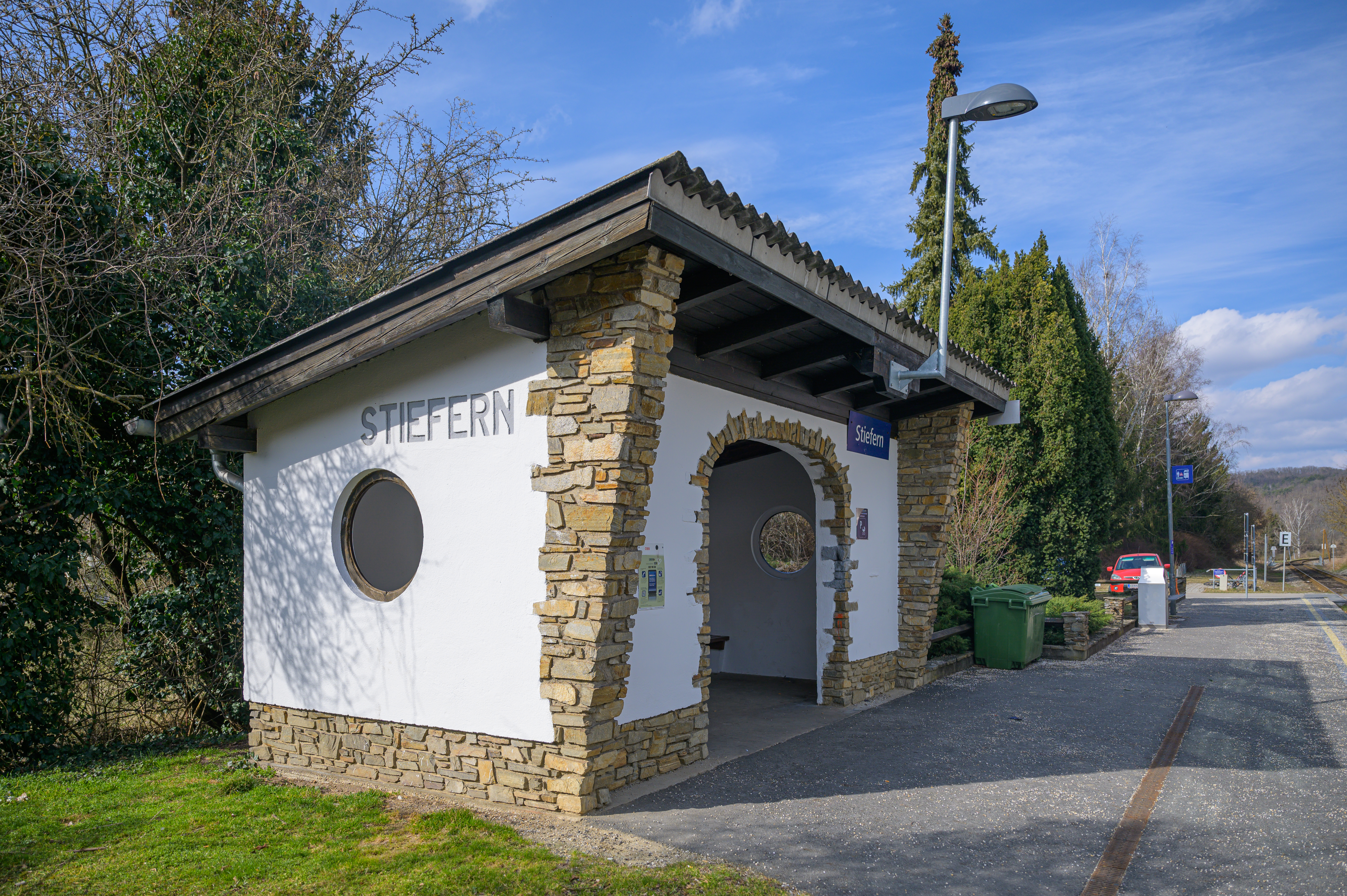
Haltestelle, Bedarfshalt, Stiefern
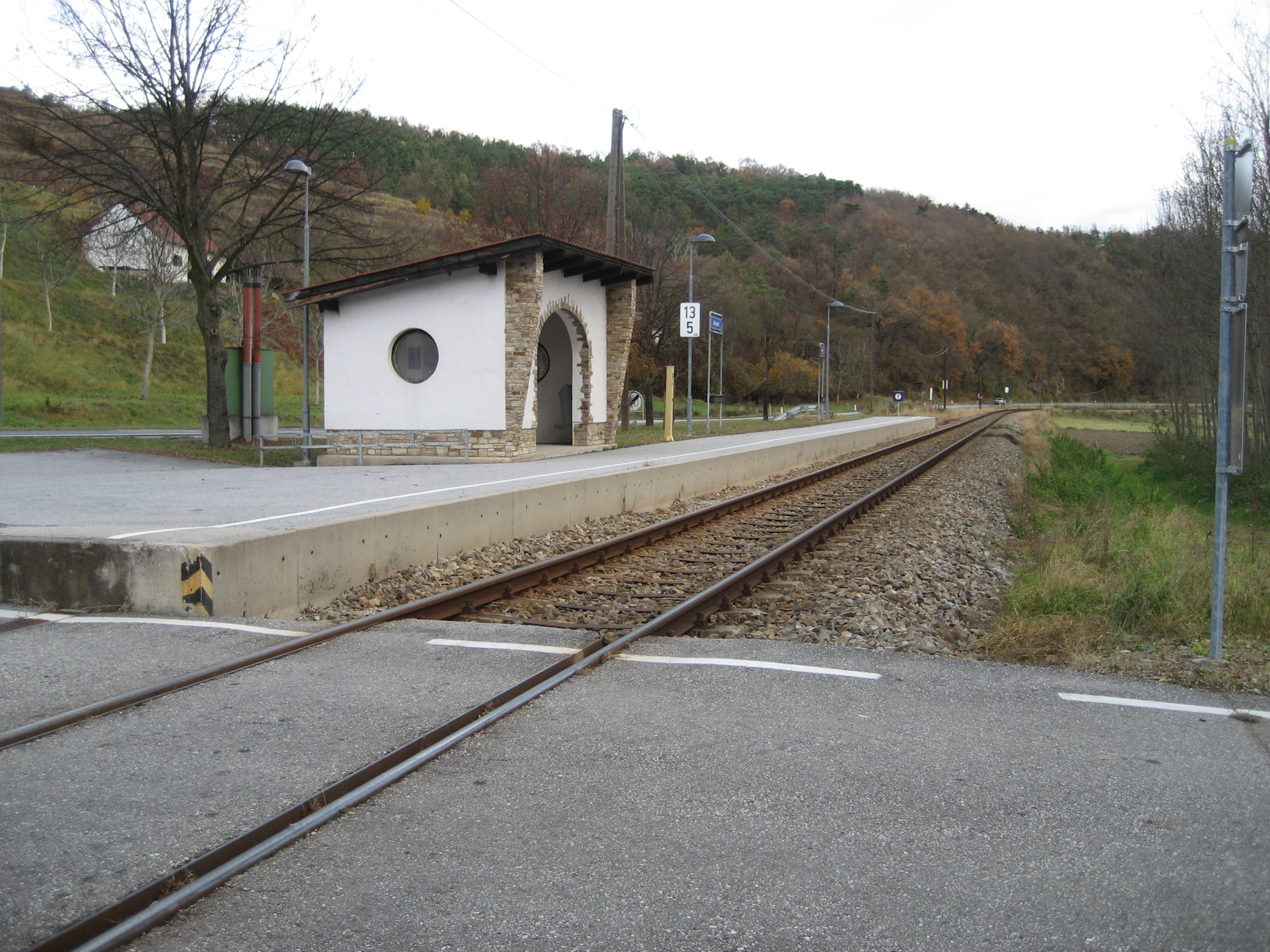
Haltestelle, Bedarfshalt, Altenhof am Kamp
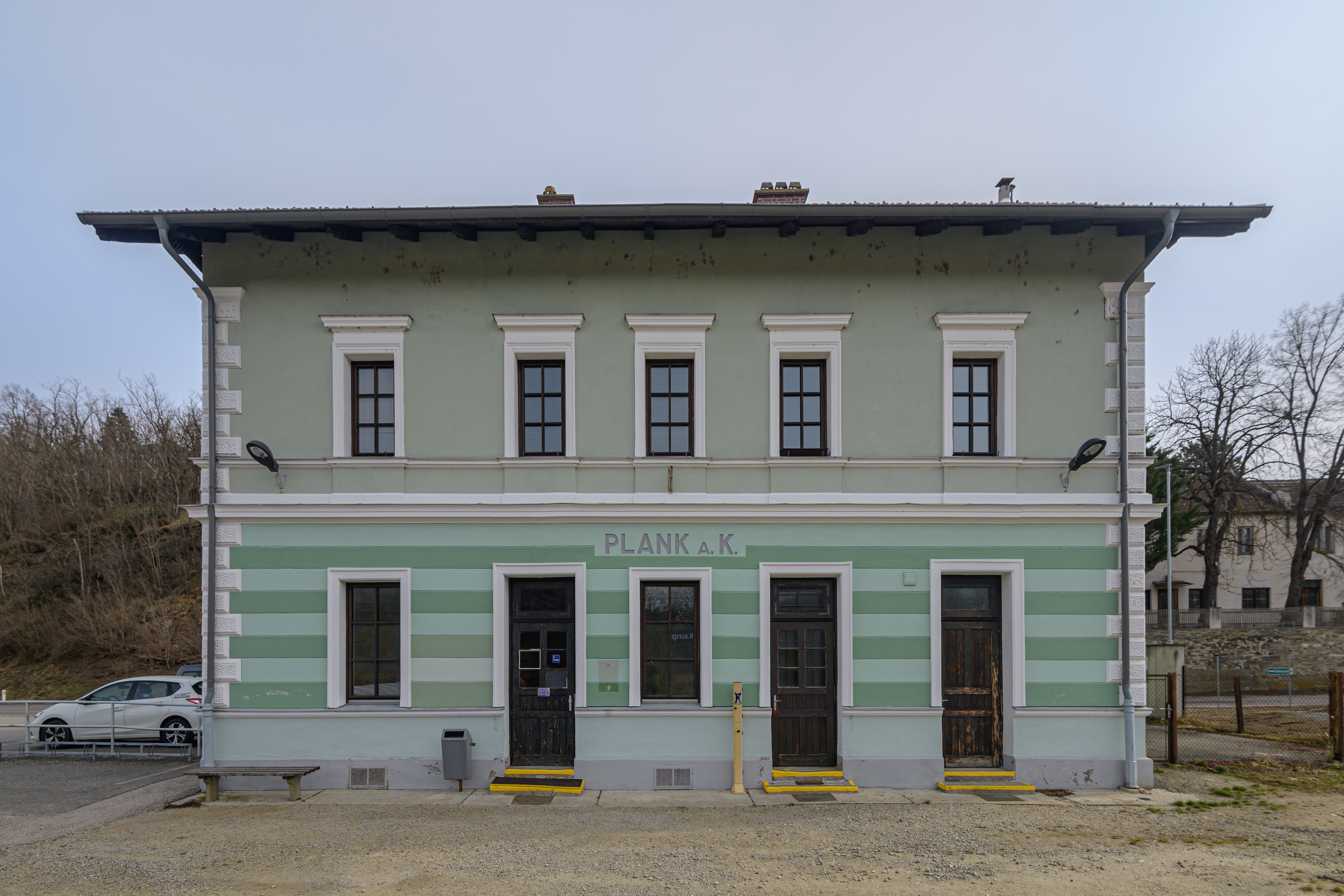
Bahnhof Plank/Kamp
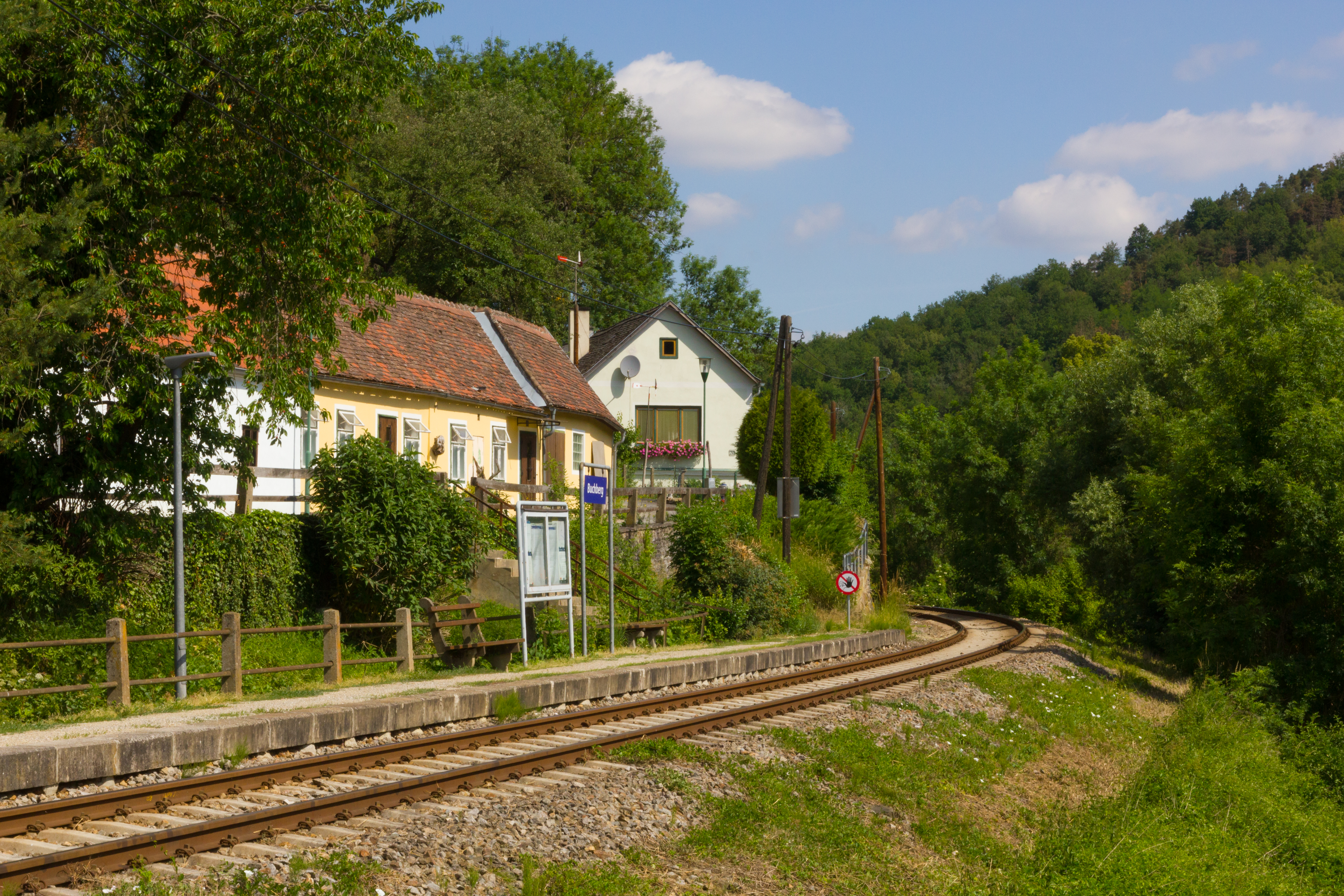
Haltestelle, Bedarfshalt, Buchberg am Kamp
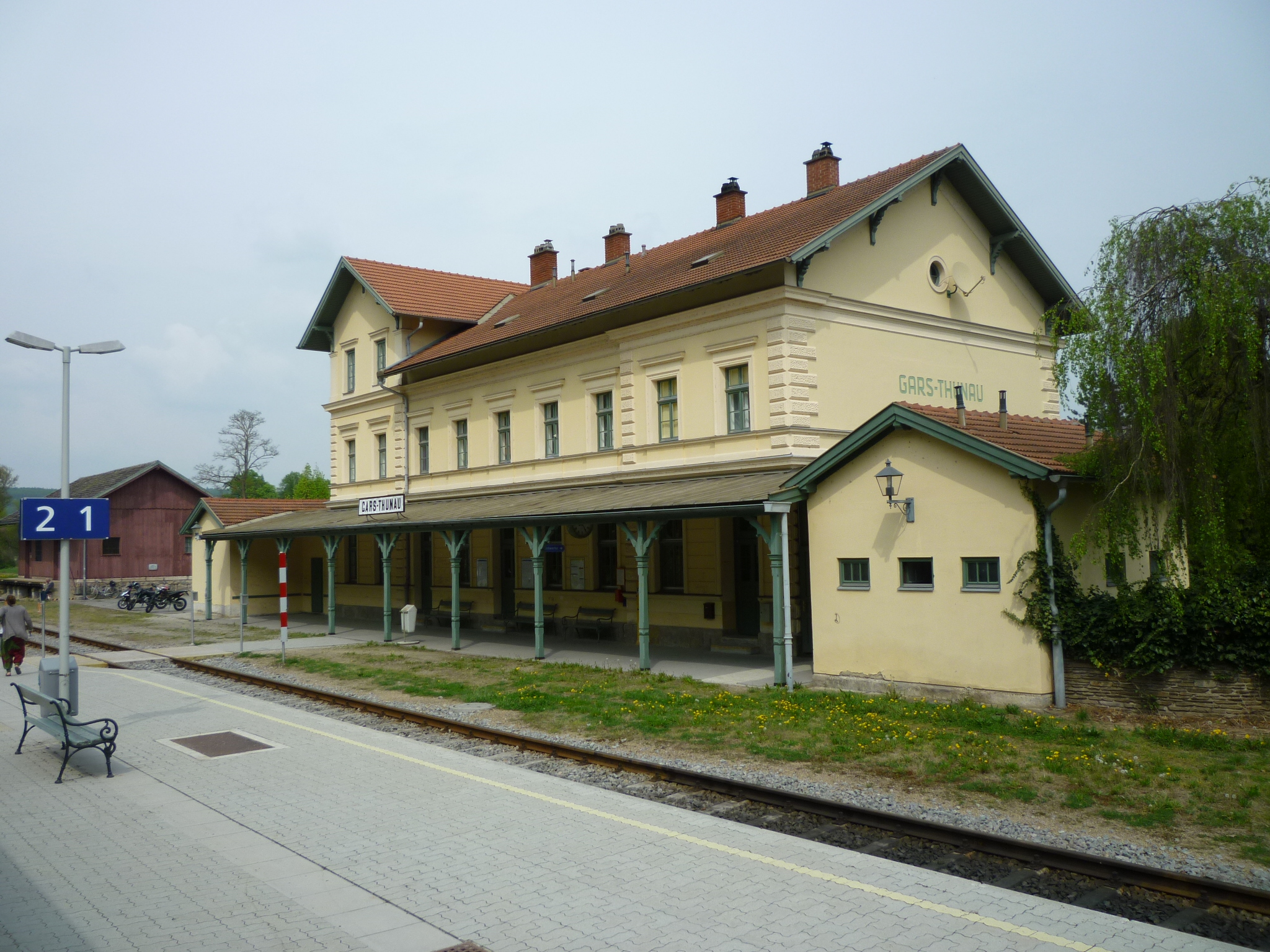
Bahnhof Gars-Thunau
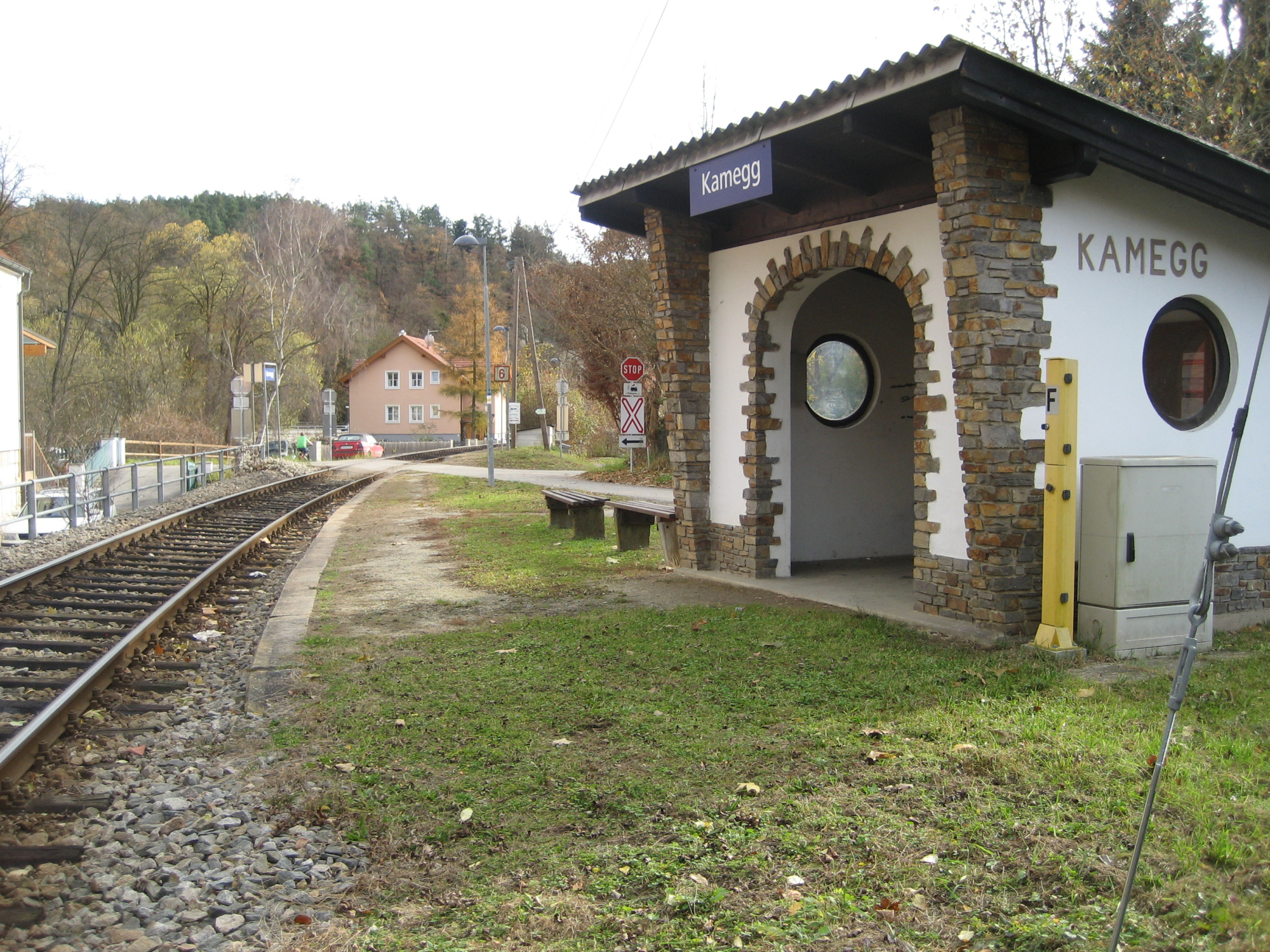
Haltestelle, Bedarfshalt, Kamegg
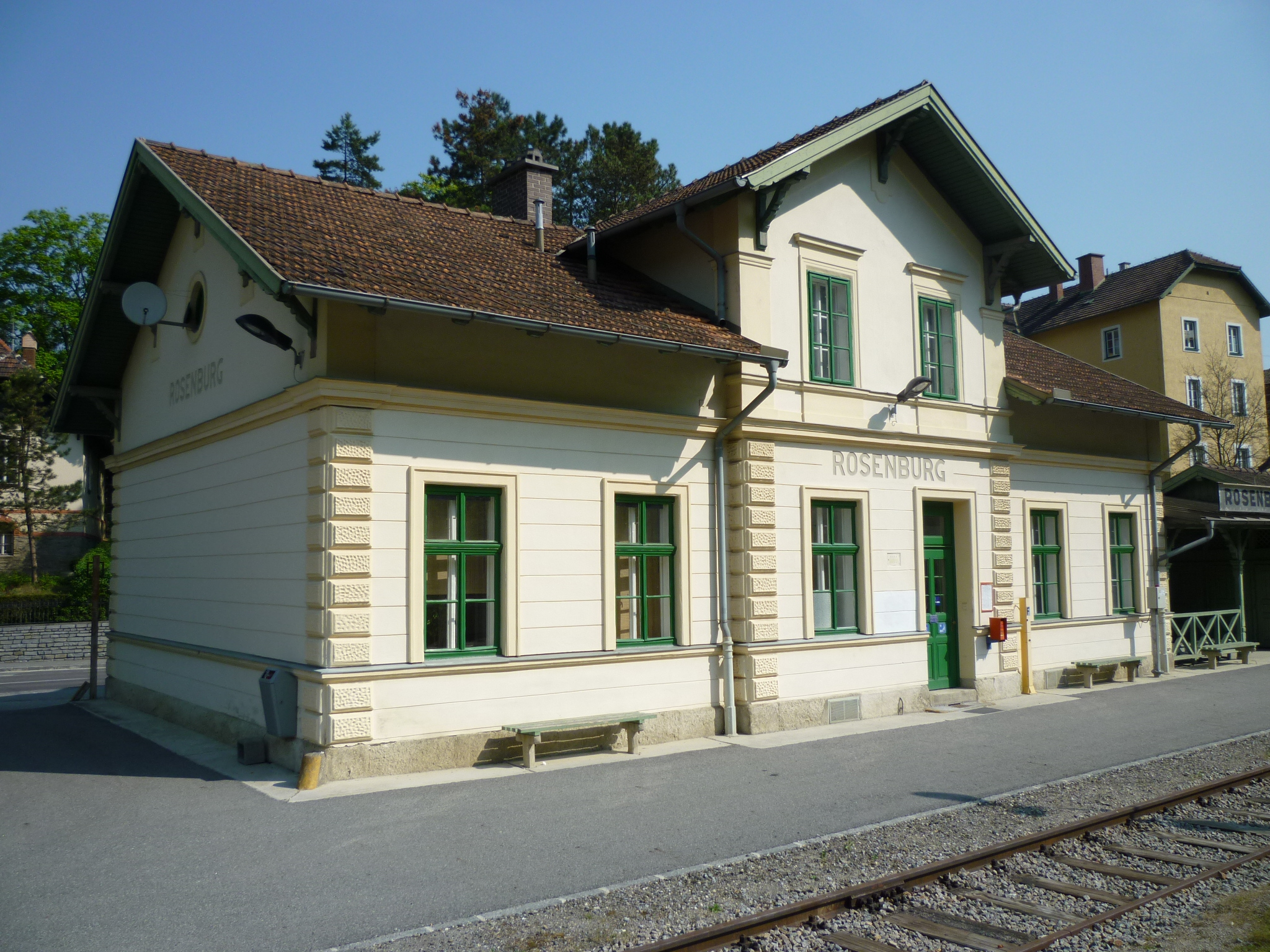
Bahnhof Rosenburg
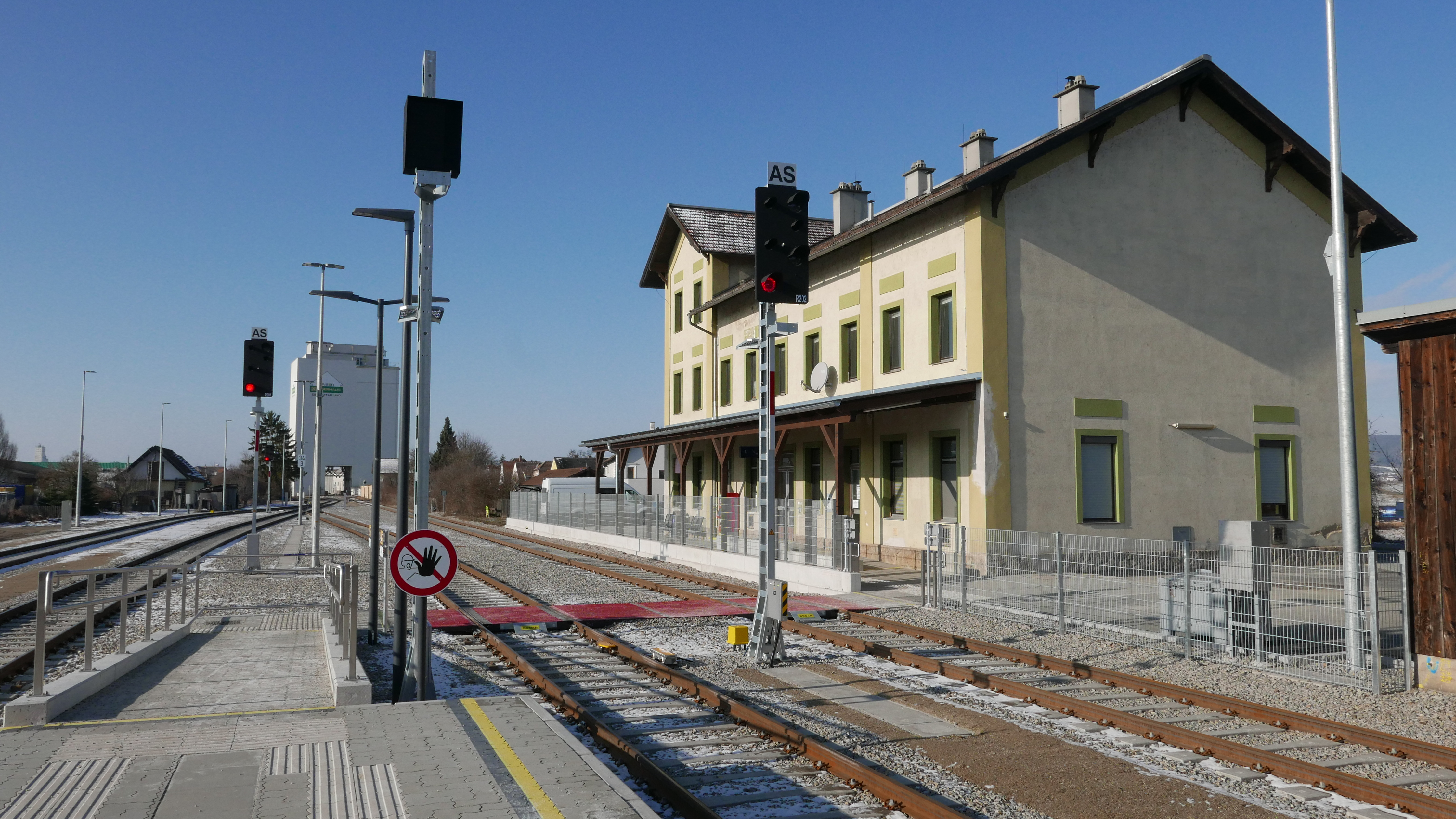
Bahnhof Horn NÖ (nach Modernisierung 2023)
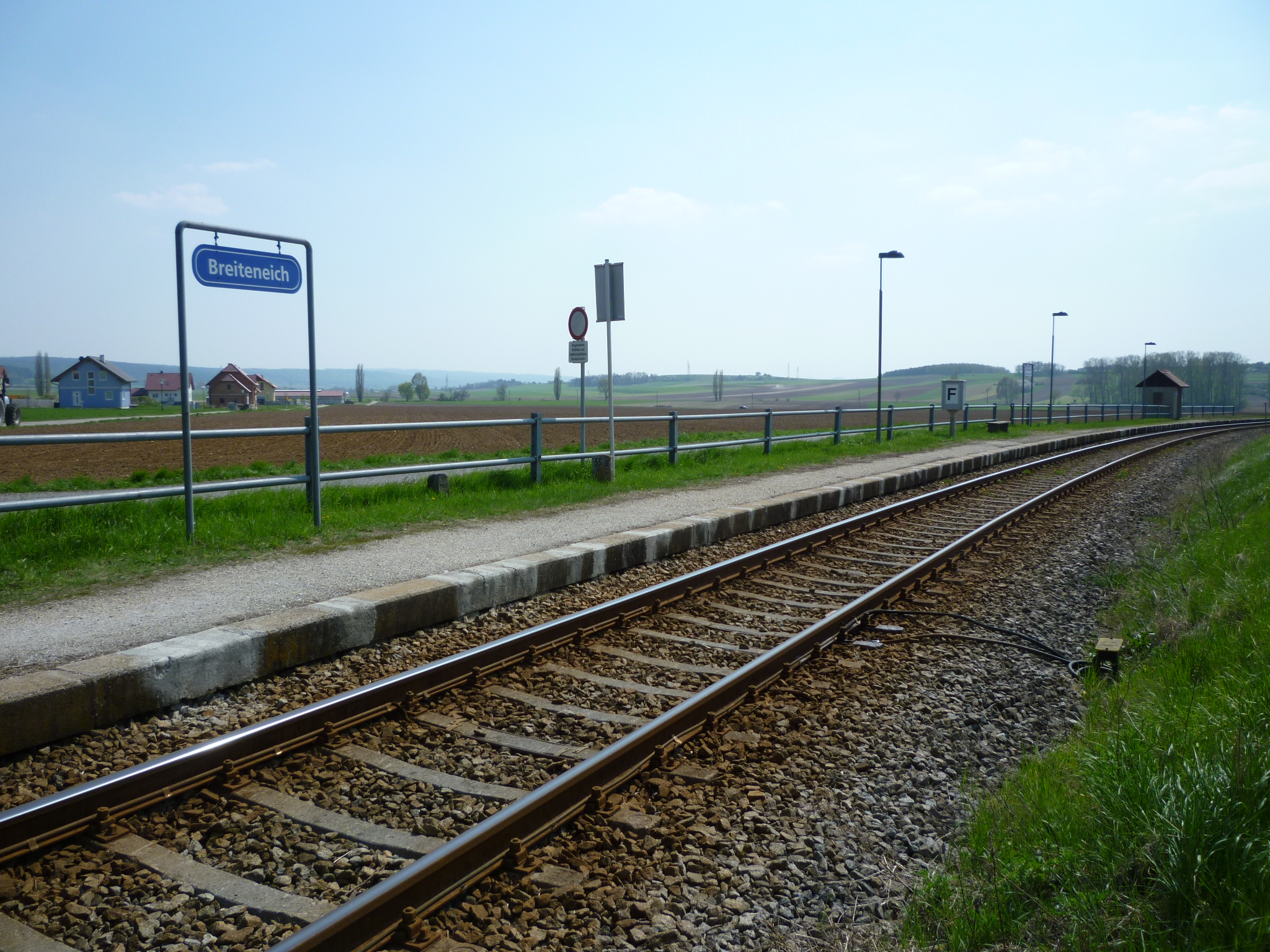
Haltestelle, Bedarfshalt, Breiteneich bei Horn
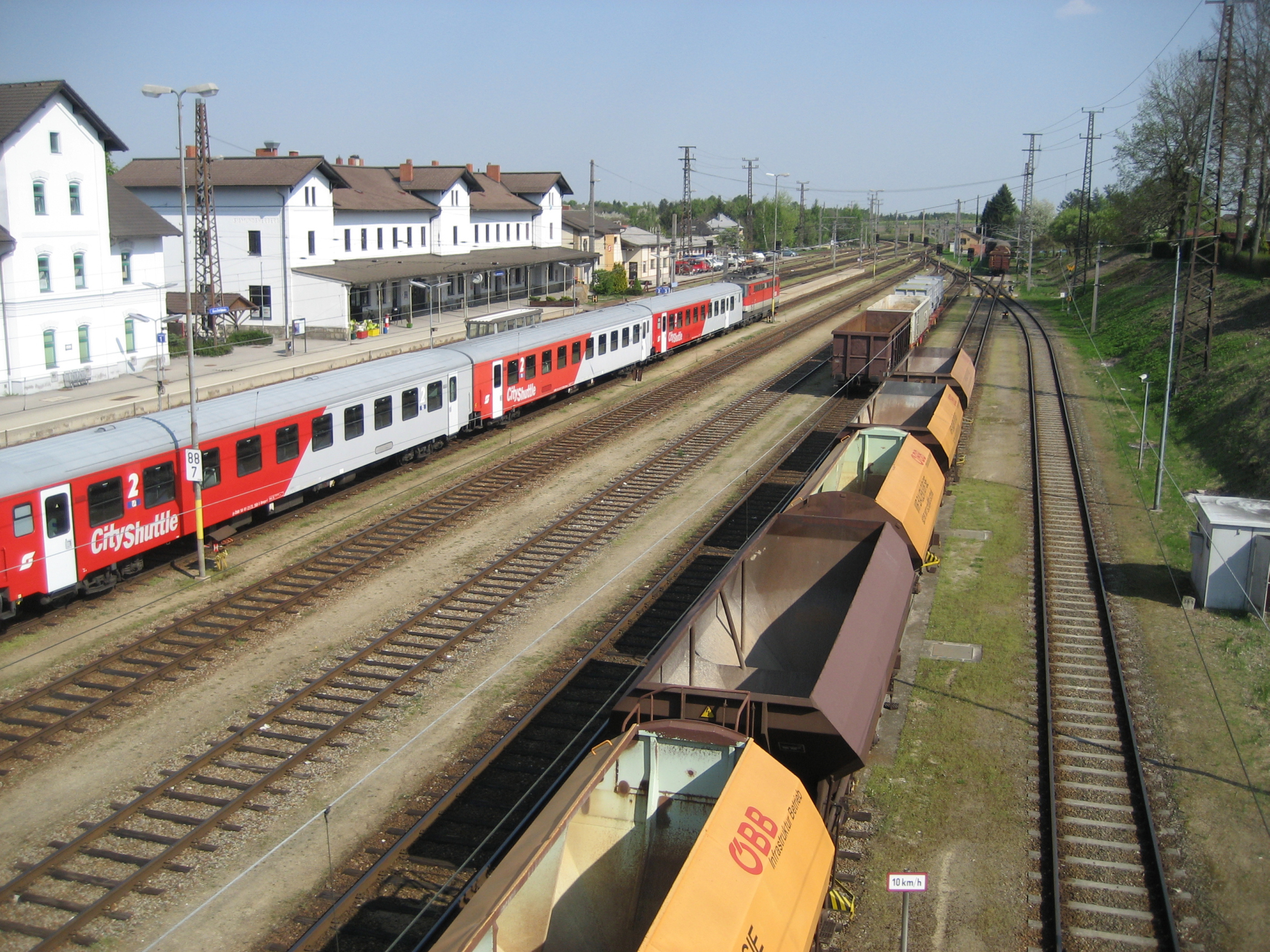
Bahnhof Sigmundsherberg

### Aufgelassene Haltestellen

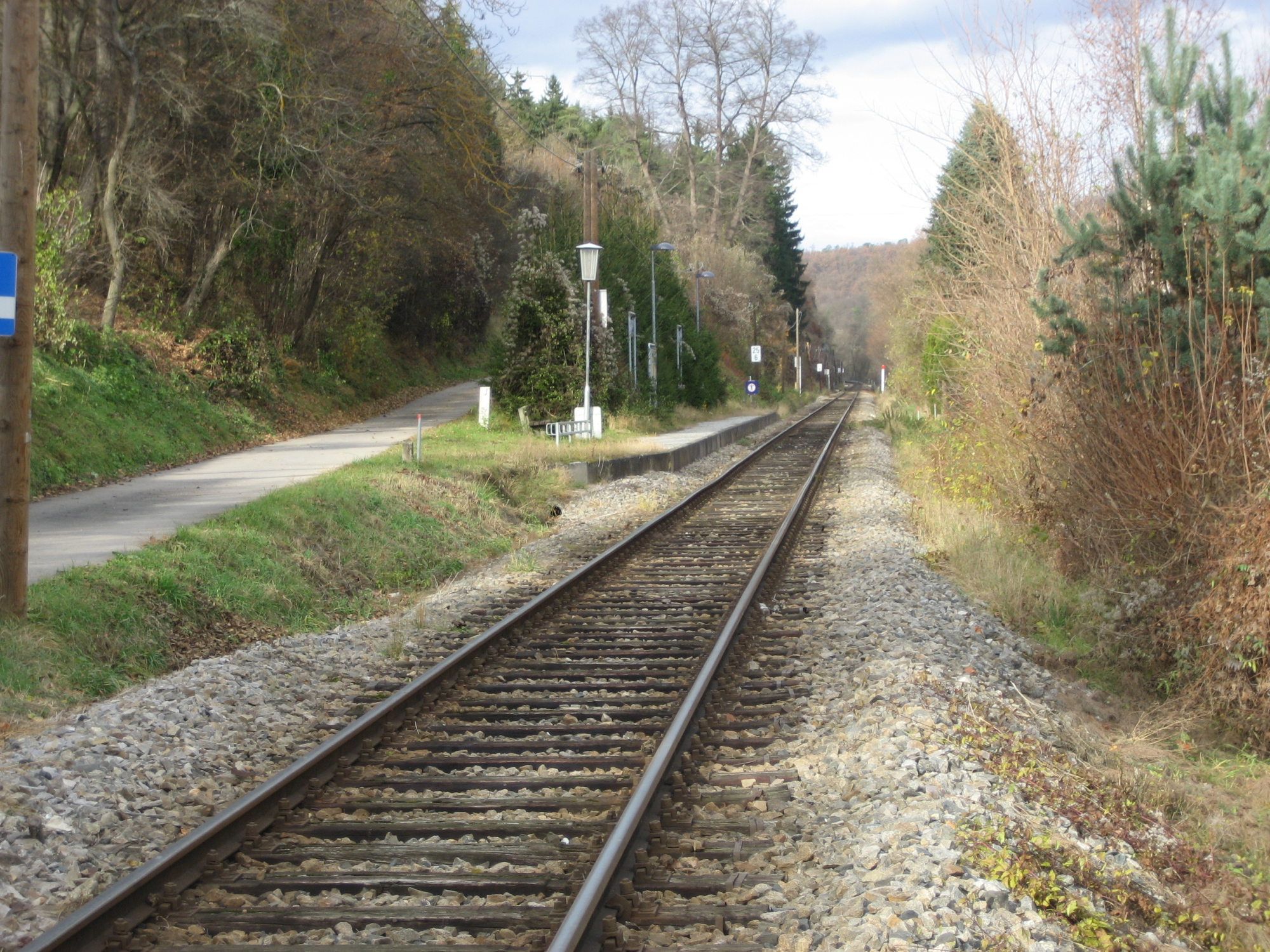
Haltestelle, Bedarfshalt, Stallegg, aufgelassen 14.12.2024
Haltestelle Mold, im September 1991 aufgelassen